# Челеста
Челестата e музикален перкусионен инструмент от групата на клавишните. Наименованието ѝ произхожда от френската дума céleste, означаваща небесен, тъй като звукът ѝ е определян като нежен, сребристо мелодичен, райски, подобен на звука на камбанка. Създадена е през 1868 г. от французина Огюст Мюстел, откъдето идва и алтернативното ѝ име пиано на Мюстел. Скоро след това е въведена в симфоничния оркестър, като първоначално се е ползвала за специални ефекти.
Челестата изглежда като малко пиано, но за разлика от него вместо струни има метални пластинки с чукче пред всяка от тях. Състои се от дървено тяло (подобно на тялото на пиано или хармониум), опростена механика на пианото и набор от метални пластини или тръби, монтирани на резонатори в тялото. Пластинките се изработват от стомана и са утежнени в краищата си с мед. Сходна по звук е с глокеншпила. Обхваща 4, а понякога и 5 октави. Снабдена е с педал, клавиатура и механика за заглушаване. Чрез клавиатурата чукчетата се привеждат в действие и удрят върху металните пластинки. Издаваният звук е кристално чист и нежен.
Челестата е въведена в оркестъра от Марк Антоан Шарпантие, Пьотър Чайковски, Джакомо Пучини, Рихард Щраус и други. С нея се изпълняват много известни мелодии като „Танца на захарната фея“ от балета „Лешникотрошачката“, операта „Войвода“ от Чайковски, темата от филма Хари Потър и други. Самият Чайковски описва звука ѝ като падане на капчици вода. Среща се и в партитурите на съвременни композитор. Нотира се между частите за ксилофона и арфата.
Друг вариант на същия инструмент е така наречената транс-челеста.